# Stanguellini
La Stanguellini è stata un'azienda italiana con sede a Modena che si è particolarmente distinta nel mondo dell'automobilismo e del motociclismo.

## Storia
La storia di questo marchio nasce a Modena nella seconda metà dell'800, quando Celso, padre di Francesco Sr., fonda un’azienda per la costruzione di timpani da orchestra ad accordatura meccanica brevettata.
Da quella esperienza si passa alla meccanica delle automobili nel 1900 per la passione di Francesco Stanguellini.
Nei primi anni del XX secolo il marchio cresce di importanza partecipando a gare motociclistiche e soprattutto dedicandosi a elaborazioni automobilistiche.

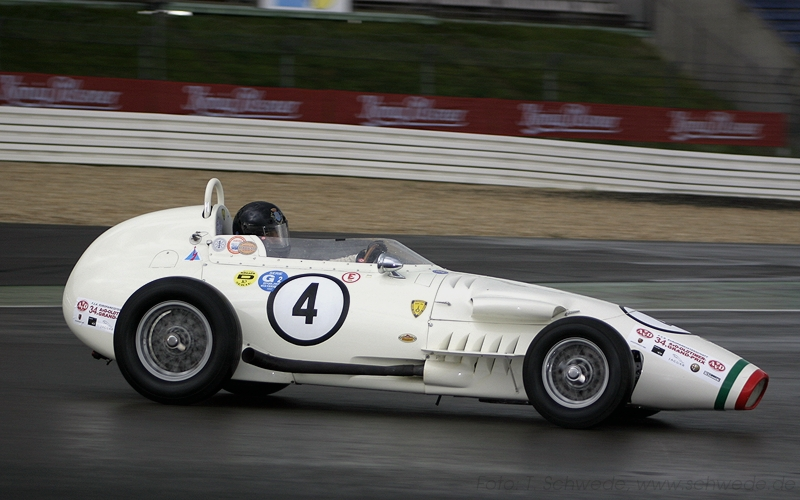
Stanguellini di Formula Junior

Dal 1936 entra nella produzione di modelli propri derivati da telai Fiat e Maserati con la 750, la 1100 e la 2800.
Nel 1937 viene formata la prima squadra per le competizioni che inizia una serie di vittorie fino a raggiungere il primo posto di classe (50º assoluto) alla XII Mille Miglia nel 1938 con una Stanguellini 750 che porta la scuderia ad essere conosciuta a livello internazionale.
Da qui in poi fioriscono i successi sia nazionali che internazionali dove le vetture modenesi si trovano a duellare con le compatriote della Scuderia Ferrari.
Negli ultimi anni quaranta l'azienda produce anche i telai delle vetture e motori di alta tecnologia.
Durante gli anni sessanta l'officina continua a mietere successi vincendo in Formula Junior e ottenendo record di velocità. In questo periodo il team entra in Formula 3; tuttavia le forze economiche con cui si va a scontrare non gli permettono di ottenere risultati soddisfacenti.
Nel reparto meccanico della Stanguellini, lavora per un breve periodo, anche il corridore Piero Drogo che, in seguito, fonderà a Modena la Carrozzeria Sports Cars.
Muore nel 1981 Vittorio Stanguellini, la cui perdita pesa molto sull'attività della squadra che aveva ottenuto tante vittorie e che, di qui in poi, si vedranno passare nel campo delle auto d'epoca.
L'officina resta nella storia come una delle piccole aziende italiane che sono riuscite in risultati enormi. Oggi le vetture vengono apprezzate come auto d'epoca per le loro prestazioni e per il loro fine design, e diversi esemplari sono conservati a Modena presso il Museo Stanguellini.

## Vetture

Francesco Siracusa alla guida della "1100 Sport Internazionale" nel 1956

| Anno | Modello                   |
| ---- | ------------------------- |
| 1938 | 750 Sport Nazionale       |
| 1938 | 1100 Sport Nazionale      |
| 1938 | Ala d'Oro                 |
| 1939 | 2800 Sport Nazionale      |
| 1947 | 1100 Sport Internazionale |
| 1947 | Bertone Stanguellini      |
| 1948 | Monoposto 1100-1500       |
| 1948 | 750 Sport Internazionale  |
| 1956 | 750 Bialbero Corsa        |
| 1958 | Junior                    |
| 1961 | Monoposto Delfino Junior  |
| 1963 | Colibrì                   |
| 1964 | Formula 3-Formula 2       |
| 1971 | Momo Mirage               |